# デトロイト・テクノ
デトロイト・テクノ（Detroit techno）は、アメリカのミシガン州デトロイトから発信されるテクノ、またはデトロイト出身のアーティストに共通した音楽性を持つテクノのジャンルをさす。

## 歴史
主に「16ビートのシーケンス」「アナログシンセサイザーとドラムマシン、デジタル・シンセサイザーの多用」などの特徴がある。派生元のシカゴ・ハウスと比較すると、シリアスな雰囲気で複雑に入り組んだリズムパターンを持つ楽曲が多い。ホアン・アトキンスらは、ジョージ・クリントンのパーラメントのアルバム『マザーシップ・コネクション』から影響を受け、デトロイトの差別・偏見・制限から自由になることを理想とした。
ホアン・アトキンス、デリック・メイ、ケビン・サンダーソンら、1980年代中期にデトロイトにて活動していたDJ、プロデューサーたちがルーツである。
ビル・ブルースターとフランク・ブロートンによる著書『Last Night A DJ Saved My Life』によると、もともと「デトロイト・テクノ」はデトロイト近郊にあるシカゴから生まれたハウス・サウンド（シカゴ・ハウス）をデトロイトのアーティストが独自解釈した音楽だった。

## 著名なアーティスト・DJ
- ホアン・アトキンス
- デリック・メイ
- ムーディーマン
- リッチー・ホゥティン
- ケビン・サンダーソン
- カール・クレイグ
- エディー・フォークス
- マイク・バンクス
- ジェフ・ミルズ
- ブレイク・バクスター
- アンソニー・シェイカー
- ロバート・フッド
- ジェームズ・ペニントン
- ケニー・ラーキン
- アラン・オールダム
- クロード・ヤング
- DJ・ロランド

### デトロイト以外出身のアーティスト・DJ
- ダン・カーティン（オハイオ州出身）
- イアン・オブライエン

## 代表的なレーベル
- アンダーグラウンド・レジスタンス (Underground Resistance)
- プラネットE
- トランスマット (Transmat)
- メトロプレックス (Metroplex)

## 書籍
- 『ブラック・マシン・ミュージック：ディスコ、ハウス、デトロイト・テクノ』野田努著、河出書房新社、2017年5月、ISBN 978-4-309-27846-9
- 『J・ディラと《ドーナツ》のビート革命』ジョーダン・ファーガソン著、吉田雅史訳・解説、DU BOOKS、2018年8月、ISBN 978-4-86647-032-0